# Phytoecia coeruleipennis
Phytoecia coeruleipennis är en skalbaggsart som beskrevs av Stefan von Breuning 1946. Phytoecia coeruleipennis ingår i släktet Phytoecia och familjen långhorningar. Inga underarter finns listade i Catalogue of Life.